# 2020 en photographie
| Années de la photographie : 2017 - 2018 - 2019 - 2020 - 2021 - 2022 - 2023    |
| Décennies de la photographie : 1990 - 2000 - 2010 - 2020 - 2030 - 2040 - 2050 |

Cet article présente les faits marquants de l'année 2020 en photographie.

## Événements
- 13 février : Clément Chéroux est nommé conservateur en chef de la photographie au Museum of Modern Art (MoMA) à New York. Il succède à un autre Français, Quentin Bajac, qui a pris la tête du Jeu de Paume.
- 6 mars : Sam Stourdzé, directeur des Rencontres de la photographie d’Arles depuis 2014, est nommé directeur de la Villa Médicis[1].
- Christoph Wiesner est nommé directeur des Rencontres de la photographie d’Arles à partir de septembre 2020[2].
- En mai 2020, la « Galerie Agathe Gaillard », premier lieu d’exposition entièrement consacré à la photographie à Paris depuis 1974, devient « La Galerie Rouge »[3].
- 16 novembre : Christian Caujolle, est nommé conseiller artistique de la Galerie du Château d'eau de Toulouse[4].
- 1er décembre : l'agence photographique de presse française CIRIC (Centre International de Reportages et d’Information Culturelle), fondée 1984, spécialisée dans le domaine religieux et social, cesse ses activités.

## Festivals et congrès photographiques
Manifestations annulées à la suite de la crise sanitaire de la Covid-19.
- Paris Photo – New York, du 2 au 5 avril 2020
- Festival de l'oiseau et de la nature du 11 au 19 avril 2020
- 118e congrès de la Fédération photographique de France à Saint-Orens-de-Gameville du 21 au 23 mai 2020
- 57e édition de la foire internationale de la photo de Bièvres, les 11 et 12 septembre 2021
- 51e Rencontres de la photographie d'Arles[5]
- 82e congrès de la Photographic Society of America à Colorado Springs dans l’État du Colorado du 30 septembre au 1er octobre 2020
- 35e congrès de la Fédération internationale de l'art photographique en Inde[6].
- Salon de la photo de Paris du 5 au 9 novembre 2020[7].
- Paris Photo au Grand Palais, Paris, du 12 au 15 novembre 2020[8].
- 24e Festival international de la photo animalière et de nature à Montier-en-Der du 12 au 15 novembre 2020

Manifestations maintenues.
- 28e édition de la foire internationale de la photographie de la côte ouest Photo L.A. 2020, Hangar Barker, Santa Monica, Californie, du 30 janvier au 2 février 2020
- 17e Festival Photo La Gacilly, Morbihan, Viva Latina, du 1er juillet au 31 octobre 2020.
- 3e festival « Les femmes s'exposent », Houlgate, du 7 août au 25 septembre 2020[9].
- 32e Festival Visa pour l'image à Perpignan, du 29 août au 13 septembre 2020[10].
- 7e édition du Festival Images Vevey • Biennale des arts visuels, sur le thème « Unexpected. Le hasard des choses », Vevey, Suisse, du 10 au 27 septembre 2020 [11] , [12] , [13]
- 27e prix Bayeux Calvados-Normandie du 5 au 11 octobre 2020[14].
- 35e festival international de mode, de photographie et d’accessoires de mode de Hyères, du 15 au 19 octobre 2020.

## Prix et récompenses
- World Press Photo de l'année à Yasuyoshi Chiba de l’Agence France-Presse pour la photo d’un jeune homme récitant un poème, au milieu de manifestants réclamant un régime civil à Khartoum, au Soudan[15].
- Prix Niépce Gens d’image à Marina Gadonneix[16].
- Prix Nadar à FLORE, pour le livre L’odeur de la nuit était celle du jasmin, textes de Marguerite Duras, publié à la Maison CF – Clémentine de la Féronnière[17].
- Prix Marc Ladreit de Lacharrière – Académie des beaux-arts à Pascal Maitre pour son projet Les Peuls. Du retour de l’identité au risque djihadiste[18].
- Prix HSBC pour la photographie à Louise Honée et Charlotte Mano[19].
- Prix Bayeux-Calvados des correspondants de guerre - Trophée photo à Lorenzo Tugnoli, de l’agence Contrasto, pour « La Guerre plus longue », publié dans le Washington Post[20].
- Prix Women In Motion pour la photographie à Sabine Weiss pour l’ensemble de sa carrière[21].
- Prix Carmignac du photojournalisme à  Finbarr O'Reilly, pour son projet consacré à la République démocratique du Congo[22].
- Prix Roger-Pic à Sandra Reinflet pour son œuvre photographique VoiE.X, artistes sous contraintes, réalisée en Mauritanie, en Iran, en Papouasie Nouvelle Guinée, à Madagascar et au Brésil[23].
- Prix Pierre et Alexandra Boulat à Jérôme Gence pour son projet de reportage : Télétravail : le nouveau code du travail[24].
- Prix Lucas Dolega à Ana María Arévalo Gosen pour “Dias Eternos” (« Des jours sans fin »), reportage sur les conditions de vie dans les prisons pour femmes au Venezuela[25]
- Prix Françoise-Demulder à Nicole Tung et Chloe Sharrock
- Prix Canon de la femme photojournaliste à Sabiha Çimen pour « Hafizas, les gardiennes du Coran »[26]
- Bourse Canon du documentaire vidéo court-métrage à Michaël Zumstein de l’Agence Vu pour son projet « Bangui la coquette » sur l’organisation de Miss Centrafrique dans un pays touché par des flambées de violence[27].
- Prix Picto de la jeune photographie de mode à Chiron Duong[28].
- Prix Révélation SAIF : à Alfonso Almendros
- Grand Prix Les femmes s'exposent à Laurence Geai pour son sujet sur le sort de membres supposés de Daesh en prison, réalisé en octobre 2019 pour Le Monde.
- Prix Caritas photo sociale à Aglaé Bory[29]
- Prix International Women in Photo 2020 : Mara Sanchez-Renero[30]
- Prix 6Mois du photojournalisme à Marco Zorzanello pour son projet Le tourisme à l’époque du changement climatique[31].
- Prix Polka du photographe de l’année à Éric Bouvet[32]

- Prix Erich-Salomon à Chris Killip[33].
- Prix culturel de la Société allemande de photographie à ?
- Prix Oskar-Barnack à ?
- Leica Newcomer Award : ?
- Prix Leica Hall of Fame à ?
- Prix de la Fondation Deutsche Börse pour la Photographie à ?
- Prix Hansel-Mieth à ?
- Zeiss Photography Award à ?
- Prix national de portrait photographique Fernand-Dumeunier à ?
- Prix Paul-Émile-Borduas à ?
- Prix du duc et de la duchesse d'York à ?

- Prix national de la photographie (Espagne) à Ana Teresa Ortega (es)

- Prix Ansel-Adams à Rob Badger et Nita Winter
- Prix W. Eugene Smith à Andrés Cardona (Colombie) pour son reportage sur la violence en Colombie; Sabiha Çimen (Turquie), pour ses portraits réalisés dans des internats conservateurs du Coran pour jeunes filles; Laura El-Tantawy (Égypte) pour son exploration poétique de la relation entre l'homme et la terre; Mariceu Erthal García (Mexique), pour son enquête sur l'absence d'une femme disparue, Gemma Mávil; et Yuki Iwanami (Japon), pour son travail sur les conséquences de la catastrophe nucléaire de Fukushima[34],[35].
- Prix Pulitzer
  - Catégorie « Feature Photography » à Channi Anand, Mukhtar Khan et Dar Yasin de l’agence Associated Press pour leur couverture de la confrontation indo-pakistanaise de 2019[36].
  - Catégorie « Breaking News »à Tyrone Siu, Ammar Awad, Athit Perawongmetha, Willy Kurniawan,  Thomas Peter, Susana Vera, Kai Pfaffenbach, Anushree Fadnavis, Jorge Silva, Adnan Abidi, Leah Millis, photographes de l’agence Reuters pour la couverture des manifestations à Hong Kong[37].
- Oversea Press Club of America Awards
  - Robert Capa Gold Medal Award à Kiana Hayeri pour son reportage « Where Prison Is a Kind of Freedom » publié par The New York Times Magazine[38]
  - Olivier Rebbot Award à Nanna Heitmann, pour sa couverture de la pandémie de Covid-19 en Russie[39],[40].
  - Feature Photography Award à Cheryl Diaz Meyer, pour sa série « Comfort Women »[41]
- Prix Inge Morath à Tamara Merino[42]
- Prix Arnold-Newman pour les nouvelles orientations du portrait photographique à Jon Henry
- Infinity Awards
  - Prix pour l'œuvre d'une vie : Don McCullin pour l'ensemble de sa carrière[25].
  - Prix de la publication Infinity Award à ?
  - Infinity Award du photojournalisme à ?
  - Infinity Award for Art à ?
  - Prix de la photographie appliquée à Nadine Ijewere
  - ICP Infinity Award Pratique documentaire et journalisme visuel à Hannah Reyes Morales
  - ICP Infinity Award Photographe émergent à ?
  - ICP Infinity Award Rédaction critique et recherche à ?
  - ICP Infinity Award Plateforme en ligne & nouveau média à le 1619 Project du New York Times Magazine
- Lucie Awards[43]
  - Lucie Award pour l'œuvre d'une vie à Peter Magubane
  - Lucie Award Fine Art à Paul Caponigro
  - Lucie Award du photojournalisme à Jean-Pierre Laffont
  - Lucie Award de la photographie documentaire à David Hurn
  - Lucie Award de la photographie humanitaire à Joel Sartore
  - Lucie Award du portrait à Lynn Goldsmith[44]
  - Lucie Award de la photographie de mode à Pamela Hanson
  - Lucie Award Spotlight/visionnaire à Steven Sasson
- Prix Higashikawa
  - Photographe japonais à ?
  - Photographe étranger à ?
  - Photographe espoir à ?
  - Prix spécial à ?
- Prix Kimura Ihei à ?
- Prix Ken Domon à ?
- Centenary Medal de la Royal Photographic Society : Sally Mann[45]
- Prix du photographe d’agence de l’année décerné par The Guardian à Hector Retamal, photographe chilien basé à Shanghai pour l’AFP pour son reportage « Quatre saisons à Wuhan »[46].
- Prix international de la Fondation Hasselblad à Alfredo Jaar[47]
- Prix suédois du livre photographique à Maja Daniels
- Prix Lennart Nilsson à ?
- Grand Prix suisse de design • Catégorie photographie : Monique Jacot
- Photographe Swiss Press de l'année à Yves Leresche[48].
- Prix Haftmann à ?
- Prix Pictet à ?

## Grandes expositions
- René-Jacques, L’élégance des formes, 15 novembre 2019 au 4 octobre 2020, Le Jeu de Paume – Château de Tours
- Eliot Porter's Birds, du 4 janvier 2020 au 10 mai 2020, Amon Carter Museum of American Art, Fort Worth[49].
- René Burri : L’Explosion du regard, du 29 janvier 2020 au 1er juin 2020, Musée de l'Élysée, Lausanne[50].
- Picasso Through the Lens of David Douglas Duncan, du 3 au 28 février 2020, Galerie Hauser & Wirth, Gstaad, Suisse
- Jean-Philippe Charbonnier, Raconter l'ailleurs et l'autre, du 5 février au 30 août 2020, Pavillon populaire, Montpellier
- Sebastião Salgado, Gold, photographies du reportage sur la mine d'or de Serra Pelada au Brésil, du 7 février au 9 mai 2020, Galerie Bene Taschen, Cologne, Allemagne
- André Kertész, A Life in Photographs, du 22 février au 21 mars 2020, Stephen Bulger Gallery, Toronto, Canada[51].
- Lillian Bassman : Redefining Fashion, du 27 février au 18 avril 2020, Atlas Gallery, Londres[52].
- Jane Evelyn Atwood, Photographies 1976 - 2010, du 3 mars au 18 juillet 2020, à La Filature, Mulhouse[53].'
- Stanley Greene, Empreintes, Centre du patrimoine arménien de Valence, 6 juin au 20 décembre 2020.
- Claudia Andujar, La Lutte Yanomami, du 16 juin au 13 septembre, Fondation Cartier pour l'art contemporain, Paris
- Parrathon, rétrospective de Martin Parr retraçant sa carrière du milieu des années 1970 à aujourd'hui, à travers 14 séries emblématiques rassemblant au total près de 500 images, Frac Bretagne et Jardin du Thabor, Rennes, du 13 juin 2020 au 24 janvier 2021 [54].
- Erwin Wurm Photographs, 17 juin - août 2020, Maison européenne de la photographie, Paris
- Henri Cartier-Bresson, Chine 1948-49 | 1958, du 20 juin au 1er novembre 2020, Taipei Fine Arts Museum, Taïwan
- Juifs du Maroc, 1934-1937 – Photographies de Jean Besancenot, du 30 juin 2020 au 2 mai 2021, Musée d'Art et d'Histoire du judaïsme, Paris
- Cecil Beaton, « Online Viewing room », 40 photographies pour retracer le parcours de l'artiste depuis ses premières séries des années 1920 jusqu'à ses photographies de mode et ses portraits des années 30 aux années 50, Huxley-Parlour Gallery, Londres du 1er juillet au 18 septembre 2020
- Prix Carmignac du photojournalisme – 10 ans de reportages, du 4 juillet au 1er novembre 2020, Villa Carmignac, Île de Porquerolles
- La Vie en couleurs : Antonin Personnaz, photographe impressionniste, du 11 juillet au 7 septembre 2020, musée des Beaux-Arts de Rouen
- Henri Cartier-Bresson, Le Grand Jeu, du 11 juillet 2020 au 20 mars 2021, Palais Grassi, Venise.
- Patrick Zachmann, Les bâtisseurs d’aujourd’hui, Parvis de la Cathédrale Notre-Dame de Paris[55].
- Ralph Gibson, The Somnambulist, 50e anniversaire, Galerie Thierry Bigaignon, Paris, du 10 septembre au 31 octobre 2020[56].
- Joel Meyerowitz : After September 11: Images from Ground Zero, du 11 septembre au 25 octobre 2020, Sofia City Art Gallery, Bulgarie
- Josef Koudelka, Ruines, du 15 septembre au 13 décembre 2020, Bibliothèque nationale de France, Paris.
- Henri Cartier-Bresson, Tête à tête, du 11 septembre 2020 au 31 janvier 2021, au Cankarjev dom à Ljubljana, Slovénie[57]
- Paris 1910-1937. Promenades dans les collections Albert-Kahn, du 16 septembre 2020 au 11 janvier 2021, Cité de l'architecture, Paris[58].
- Sarah Moon. PasséPrésent, du 18 septembre 2020 au 18 janvier 2021, Musée d'Art moderne de Paris[58].
- Man Ray et la Mode, du 23 septembre 2020 au 17 janvier 2021, Musée du Luxembourg, Paris[58].
- Jenny de Vasson - Une photographe à Versailles en 1900[59], Bibliothèque centrale - Galerie des Affaires étrangères, Versailles
- Cindy Sherman, du 23 septembre 2020 au 3 janvier 2021, Fondation Louis Vuitton, Paris[58].
- The New-York school show – Les photographes de l'École de New York 1935-1965 , présentant un ensemble de près de 160 tirages originaux de 22 photographes : Lisette Model, Diane Arbus, Robert Frank, Bruce Davidson, Ted Croner, Homer Page, Ruth Orkin, Don Donaghy, Morris Engel, Dave Heath, Sy Kattelson, Arthur Leipzig, Louis Faurer, William Gedney, Sid Grossman, William Klein, Saul Leiter, Leon Levinstein, Helen Levitt, Ben Shahn, David Vestal, Dan Weiner, du 7 octobre 2020 au 10 janvier 2021, Pavillon populaire, Montpellier.
- Frank Horvat, Paris, années 1950, Maison Robert Doisneau, Gentilly, du 14 octobre 2020 au 10 janvier 2021[60].
- Girault de Prangey photographe (1804-1892), du 3 novembre 2020 au 7 février 2021, Musée d'Orsay, Paris[58].
- Marc Riboud. Histoires possibles, du 4 novembre 2020 au 1er mars 2021, Musée national des Arts asiatiques - Guimet, Paris[61].
- Roger Schall, une vie de photographe, 28 novembre 2020 au 2 janvier 2021, Galerie Argentic, Paris.
- Paris vu par Henri Cartier-Bresson, du 30 novembre 2020 au 28 février 2021, musée Carnavalet, Paris.

## Livres parus en 2020
Liste non exhaustive
- Raymond Depardon, Rural, Paris, Fondation Cartier pour l’art contemporain, 2020, 124 p. (ISBN 978-2-86925-162-5)
- Mélanie Bétrisey et Marc Donnadieu, René Burri, l’explosion du regard, Lausanne, Noir sur Blanc / Musée de l’Élysée, 2020, 240 p. (ISBN 978-2-88250-612-2)
- Didier Ben Loulou, Sanguinaires, Paris, La Table Ronde, 2020, 96 p. (ISBN 979-10-371-0693-3)
- Gregory Halpern, Let the Sun Beheaded Be (Soleil cou coupé), Paris, Aperture (en), 2020, 120 p. (ISBN 978-1-59711-490-5)
- Marc Riboud. Histoires possibles, Paris, MNAAG, RMN, 2020, 272 p. (ISBN 978-2-7118-7507-8)
- Agnès Sire et Alain Bergala, Marie Bovo : Nocturnes, Paris, Atelier EXB / Éditions Xavier Barral, 2020, 159 p. (ISBN 978-2-36511-255-0)
- Clara Bouveresse et Sarah Moon, Femmes photographes, Paris, Actes Sud, coll. « Photo Poche », 2020, 144 p. (ISBN 978-2-330-07520-0)
- Cindy Sherman : Une rétrospective (1975-2020), Paris, Hazan et Fondation Louis Vuitton, 2020, 240 p. (ISBN 978-2-7541-1152-2)
- Hans Silvester, Épouvantails : Un art éphémère, Paris, La Martinière, 2020, 216 p. (ISBN 978-2-7324-9599-6)
- Sarah Moon, PasséPrésent, Paris, Paris Musées, 2020, 240 p. (ISBN 978-2-7596-0463-0 et 2-7596-0463-2)
- Luce Lebart et Marie Robert, Une histoire mondiale des femmes photographes, Éditions Textuel, 2020,  (ISBN 284597843X)
- Sergio Larrain, Londres 1959, préfaces d'Agnès Sire et Roberto Bolaño, Atelier EXB / Éditions Xavier Barral, 2020, 171 p.  (ISBN 978-2-36511-273-4)
- Sabine Weiss, Émotions,  La Martinière, 2020, 256 p.
- FLORE, L’odeur de la nuit était celle du jasmin, textes de Marguerite Duras, publié à la Maison CF – Clémentine de la Féronnière, Prix Nadar 2020[17].
- Sylvie Aubenas et Thomas Galifot, Girault de Prangey, photographe, Paris, Musée d’Orsay - Hazan, 2021, 256 p. (ISBN 9782754112000)
- C'est quoi pour vous la photographie ?, un ouvrage réunissant les amis de Bernard Plossu — c'est lui qui a sollicité les uns et les autres — autour de cette question, éditions iKi, Leers -  (ISBN 979-1-09560-137-1)

## Décès en 2020
- 2 janvier : John Baldessari, artiste conceptuel et photographe américain, né le 17 juin 1931.
- 9 janvier : Larry Siegel, 85 ans, photographe et galeriste américain[62]. (° 1934)
- 11 janvier : Gyula Zaránd, 76 ans, photographe franco-hongrois[63]. (° 23 avril 1943)
- 19 janvier : Ikkō Narahara, 88 ans, photographe japonais[64]. (° 3 novembre 1931)
- 27 janvier : Santu Mofokeng, 63 ans, photographe sud-africain, figure de la lutte anti-apartheid en Afrique du Sud[65]. (° 19 octobre 1956)
- 28 janvier : Hergo (Henri Godineau), 68 ans, photographe français[66]. (° 20 juillet 1951)
- 30 janvier : Staša Fleischmann, photographe tchèque. (° 24 septembre 1919)
- 14 février : Adama Kouyaté, 91 ans, photographe malien[67]. (° 1928)
- 5 mars :
  - Brian Astbury, 79 ans, photographe sud-africain. (° 14 novembre 1941)
  - Susanna Majuri, photographe finlandaise.
- 3 avril : Yūtokutaishi Akiyama, graveur et photographe japonais, né le 22 mars 1935.
- 8 avril : John Downing, 79 ans, photojournaliste britannique[68]. (° 17 avril 1940)
- 10 avril : Rifat Chadirji, 93 ans, architecte, photographe et activiste irakien[69]. (° 6 décembre 1926)
- 17 avril : Gilbert Garcin, 90 ans, photographe français[70]. (° 21 juin 1929)
- 27 avril : Marc Garanger, 84 ans, photographe et cinéaste français, lauréat du prix Niépce en 1966[71]. (° 2 mai 1935)
- mai 2020 : Michel Kameni, photographe camerounais. (°1935)[72].
- 2 mai : Shady Habash, 24 ans, photographe et metteur en scène égyptien. (° 21 août 1995)
- 13 mai : Clive Limpkin, 82 ans, photojournaliste britannique[73]. (° 1937)
- 24 mai : John Loengard, 85 ans, photographe américain[74], (° 1934)
- 25 mai : Roland Michaud, 89 ans, photographe français[75], (° 23 septembre 1930)
- 9 juin : Jean-Philippe Reverdot, 67 ans, photographe français, (° 3 octobre 1952)[76].
- 14 juin : Kays Djilali, 58 ans, photographe algérien. (° 2 décembre 1961)
- 23 juin : Li Zhensheng, 79 ans, photographe chinois, (° 22 septembre 1940) [77].
- 13 juillet : Alain Desvergnes, 88 ans, photographe français, fondateur de l’École nationale supérieure de la photographie, (° 9 novembre 1931)[78].
- 15 juillet : Paul Fusco, 90 ans, photographe américain, (°1930)[79].
- 14 août : Dan Budnik, 87 ans, photographe américain. (° 20 mai 1933)[80]
- 24 août : Michel Fresson, 82 ans, tireur français[81].
- 2 septembre : Georges Azenstarck, 85 ans, photojournaliste français[82]. (° 6 septembre 1934)
- 4 octobre : Philippe Salaün, 77 ans, tireur et photographe français, (° 1943)
- 13 octobre : Chris Killip, 74 ans, photographe britannique, (° 1946)
- 19 octobre : Hiroh Kikai, 75 ans, photographe japonais, (° 1945)
- 21 octobre : Frank Horvat, 92 ans, photographe italien, (° 28 avril 1928)[83].
- 2 novembre : Baron Wolman (en), 83 ans, photographe américain. (° 25 juin 1937)[84]
- 9 novembre : Bruno Barbey, 79 ans, photographe franco-suisse, membre de Magnum Photos [85]. (° 13 février 1941)
- 12 novembre : Zinedine Zebar, reporter-photographe algérien[86]. (° 1957).
- 20 novembre : Hubert Henrotte, 86 ans, photographe de presse, fondateur de Gamma et Sygma.  (° 16 juin 1934)[87]
- 22 novembre : Léon Herschtritt, photographe humaniste français, (° 4 mai 1936)
- 16 décembre : Lenn Keller, photographe américaine, (° 29 septembre 1951)
- 17 décembre : Lorraine Monk, photographe canadienne, (° 26 mai 1922)
- 20 décembre : Bill Groethe, photographe américain, (° 2 novembre 1923)
- 23 décembre : Swami Sundaranand, photographe indien, (° 1926)

Date précise inconnue
- avril : Peter Beard, 82 ans, photographe, artiste et documentariste américain. (° 22 janvier 1938)[88].

et aussi
- Astrid Kirchherr
- Zaven Sargsyan
- John Baldessari
- Gérard de Sélys
- Floris Michael Neusüss
- Jacques Cuinières
- Isabelle Weingarten
- Emil Ciocoiu
- Markus Raetz
- Seiji Kurata
- Ulay
- Shigeo Anzai
- Madeleine Fischer
- Yūtokutaishi Akiyama
- Susanna Majuri
- Marianne Wex
- Sayeeda Khanam

## Célébrations
Centenaire de naissance
- Shōtarō Akiyama
- Cris Alexander
- Bernard Biraben
- Francesc Boix
- Walter Carone
- Raymond Cauchetier
- Louis Dalmas
- Jacques Darche
- Paul Decauville-Lachènée
- Plinio De Martiis
- Fina Gomez
- Nereo López
- Krystyna Łyczywek
- Soungalo Malé
- Champlain Marcil
- Marcel Mariën
- Lida Moser
- Dundul Namgyal Tsarong
- Helmut Newton
- Shōji Ōtake

Centenaire de décès
- Jenny de Vasson
- Louis Ducos du Hauron
- William de Wiveleslie Abney
- Anders Zorn
- Antoni Gotarde i Bartolí
- Éleuthère Brassart

Bicentenaire de naissance
- William Bambridge
- Alphonse Bernoud
- Bertall
- Pietro Boyesen
- Gustave Le Gray
- Nadar
- Charles Nègre
- Victor Prevost.
- Augustus Washington